# Kita, Kumamoto
Kita (北区 Kita-ku) là quận thuộc thành phố Kumamoto, tỉnh Kumamoto, Nhật Bản. Tính đến ngày 1 tháng 10 năm 2020, dân số ước tính của quận là 139.833 người và mật độ dân số là 1.200 người/km2. Tổng diện tích của quận là 115,3 km2.